# Eugenio Garzón

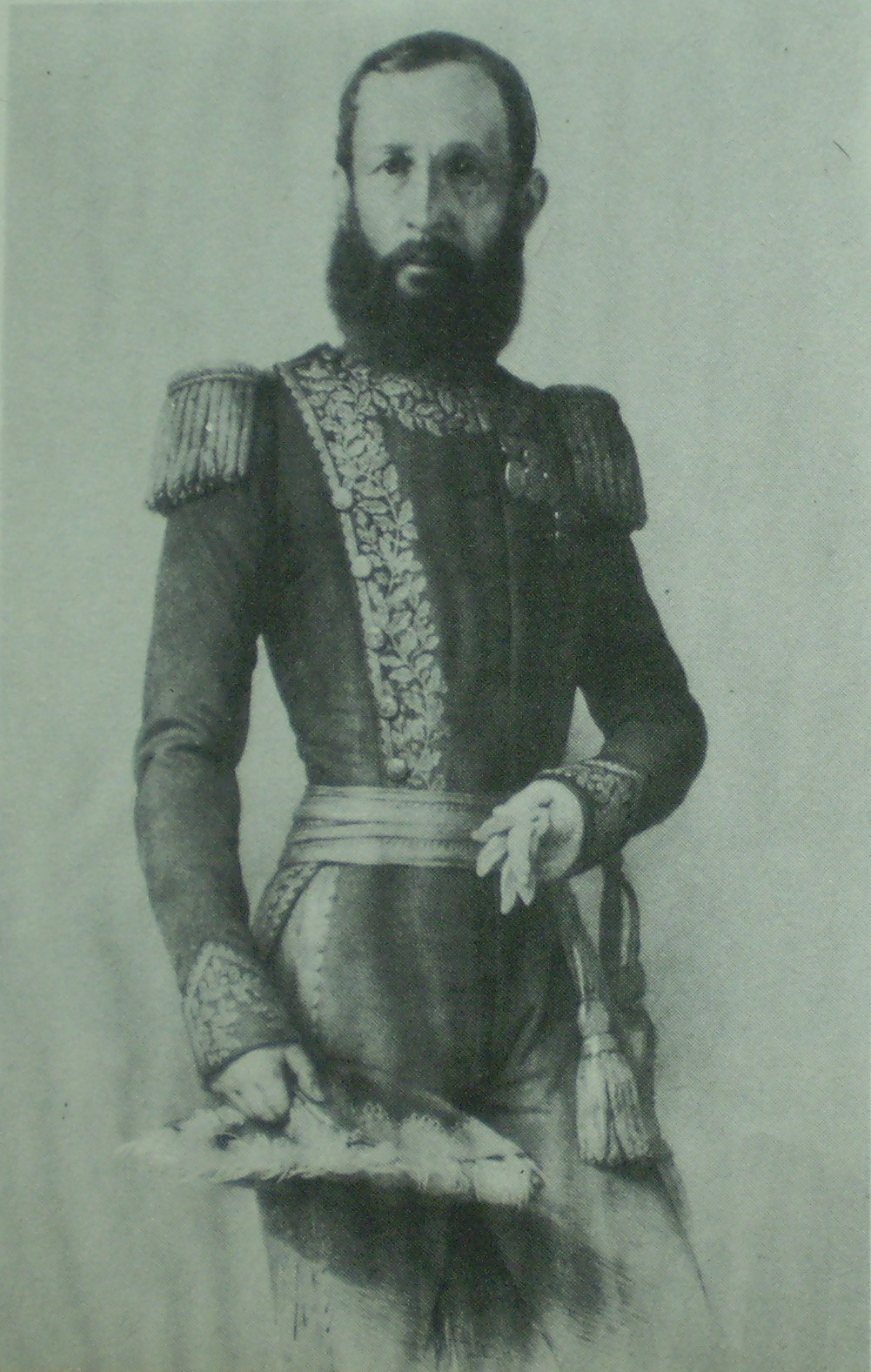
Desenho de León Noël.

Eugenio Garzón (Montevidéu, setembro de 1796 – 1 de dezembro de 1851) foi um militar uruguaio que participou na Guerra da Cisplatina e Guerra do Prata.
Garzón estava cotado para ser presidente do Uruguai após a queda de Manuel Oribe, porém faleceu inesperadamente em 1 de dezembro de 1851 a caminho de Montevidéu.